# Новочеркаське (Гайський міський округ)
Новочерка́ське (рос. Новочеркасское) — село у складі Гайського міського округу Оренбурзької області, Росія.

## Населення
Населення — 203 особи (2010; 238 у 2002).
Національний склад (станом на 2002 рік):
- росіяни — 46 %
- башкири — 27 %